# Záskalie
Záskalie (Hongaars: Sziklahát) is een Slowaakse gemeente in de regio Trenčín, en maakt deel uit van het district Považská Bystrica.
Záskalie telt 177 inwoners.